# Ghiduleni, Rezina
Ghiduleni este satul de reședință al comunei cu același nume  din raionul Rezina, Republica Moldova.